# ブロナンセリン
ブロナンセリン (英語: Blonanserin) は、大日本住友製薬が開発した非定型抗精神病薬の一種である。統合失調症の治療薬として用いられる。
効能・効果は「統合失調症」とされている。日本では、2008年4月より商品名ロナセン (Lonasen) で販売され、後発医薬品も存在する。
2012年7月27日、大日本住友製薬は日東電工と共同開発しているブロナンセリンの貼り薬について、患者を対象にした第2相臨床試験を始めたと発表した。2019年（令和元年）6月18日に製造販売が承認され、9月4日に薬価収載、9月10日に発売された。抗精神病薬の貼り薬は世界初となった。

## 特徴
第二世代抗精神病薬の一つに分類される。現在日本で発売されている第二世代抗精神病薬はSDA（セロトニン・ドーパミン・アンタゴニスト）と呼ばれているが、本剤はよりドーパミンに対する親和性が強いことからDSA（ドーパミン・セロトニン・アンタゴニスト）とも呼ばれている。

## 禁忌
以下の患者では禁忌である。
- 昏睡状態の患者
- 中枢神経抑制剤の強い影響下にある患者
- アドレナリンを投与中の患者
- アゾール系抗真菌剤を投与中の患者

## 副作用
添付文書に記載されている重大な副作用は、悪性症候群、遅発性ジスキネジア、麻痺性イレウス、抗利尿ホルモン不適合分泌症候群 (SIADH) 、横紋筋融解症、無顆粒球症、白血球減少、肺塞栓症、深部静脈血栓症、肝機能障害である。
また5%以上の患者にパーキンソン症候群（振戦、筋強剛、流涎過多、寡動、運動緩慢、歩行障害、仮面様顔貌など）、アカシジア（静坐不能）、ジスキネジア（構音障害、嚥下障害、口周部・四肢などの不随意運動など）、便秘、食欲不振、悪心、プロラクチン上昇、倦怠感、口渇、脱力感が生じる。

## 種類
- 錠剤:2mg、4mg、8mg
- 散:2%
- 貼り薬：20mg、30mg、40mg